# 關聯公司
關聯公司（英語：Associate company），是指投資者對其有重大影響之公司。而重大影響（英語：Significant Influence）是指有參與被投資者財務及營運政策之決策的權力，但還不足以控制或聯合控制該等政策。一家企業如有直接或間接 (如透過子公司) 持有20%股份以上被投資公司的表決權時，則推定該企業具有重大影響，除非能明確證明並非如此。反之，若持有少於20%股份，則推定不具重大影響，除非能明確證明重大影響。
當公司若持有50%股份以上被投資公司之表決權時，通常對被投資公司有控制權力，則為母子公司之關係。

## 重大影響證明
企業重大影響之存在，通常可以下列一種或多種方式證明之
- 在被投資者之董事會或類似治理單位有代表
- 參與政策制訂過程,包括參與股利或其他分配之決策
- 企業與其被投資者間有重大交易
- 管理人員之互換
- 重要技術資訊之提供